# Glatt (Sulz am Neckar)
Glatt ist ein Dorf im Nordschwarzwald und seit 1975 Stadtteil von Sulz am Neckar. Der Ort Glatt liegt am Fluss Glatt, etwa 17 km talabwärts von Glatten und hat etwa 700 Einwohner.
Der Ort eignet sich als Ausgangspunkt für Wanderungen, Spaziergänge und Nordic Walking. Außerdem besteht zwischen Hopfau und Glatt ein gut ausgebauter Radweg. Im Ort befinden sich mehrere Hotels.

## Geschichte
Das Dorf wurde um 736 zum ersten Mal urkundlich in einer Schenkungsurkunde an das Kloster St. Gallen erwähnt. Die Besiedlung ist jedoch sehr viel älter. Schon 750–450 v. Chr. siedelten hier Kelten. Die Römer bauten dann eine Straße von Sulz über Glatt zum Kniebis. Bis zum Reichsdeputationshauptschluss 1803 war der Ort Teil der dem Kloster Muri in der Schweiz gehörenden Herrschaft Glatt. Nach der Säkularisation 1803 kam Glatt an das Fürstentum Hohenzollern-Sigmaringen. Die Besitzergreifung erfolgte allerdings bereits nach der Fertigstellung des Teilungsplans am 2. November 1802. Mit dem Fürstentum Hohenzollern-Sigmaringen gelangte Glatt 1850 als Teil der Hohenzollernschen Lande an das Königreich Preußen.
Bis 1854 war der Ort Sitz des Oberamts Glatt. Nach dessen Aufhebung gehörte Glatt von 1854 bis 1925 zum Oberamt Haigerloch. Dieses wurde 1925 mit dem Oberamt Hechingen zum Landkreis Hechingen vereinigt, dessen Teil Glatt bis zum Jahr 1973 war. Am 1. Januar 1975 wurde der Ort in das früher württembergische Sulz am Neckar eingemeindet.

## Sehenswürdigkeiten

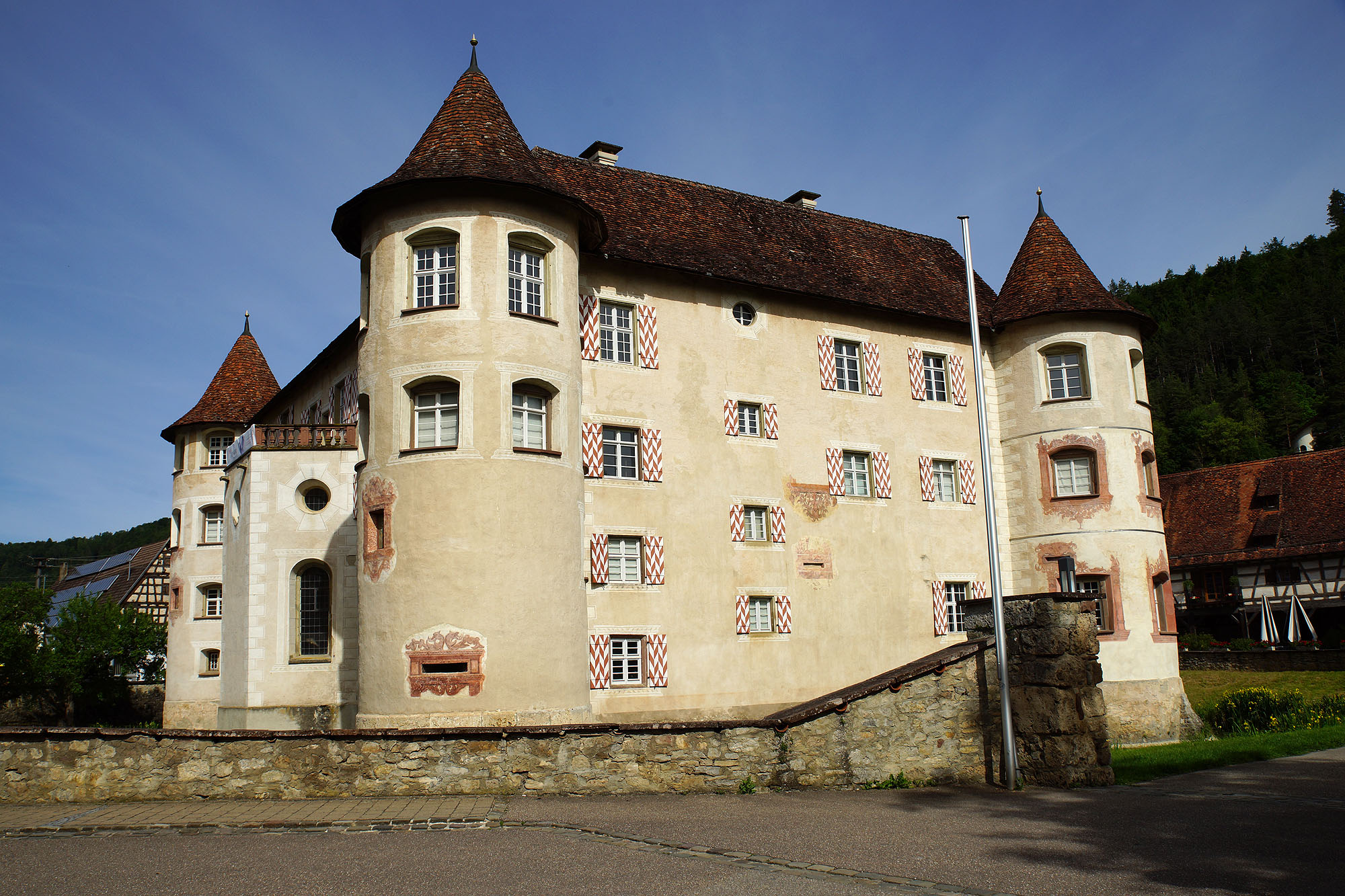
Wasserschloss in Glatt

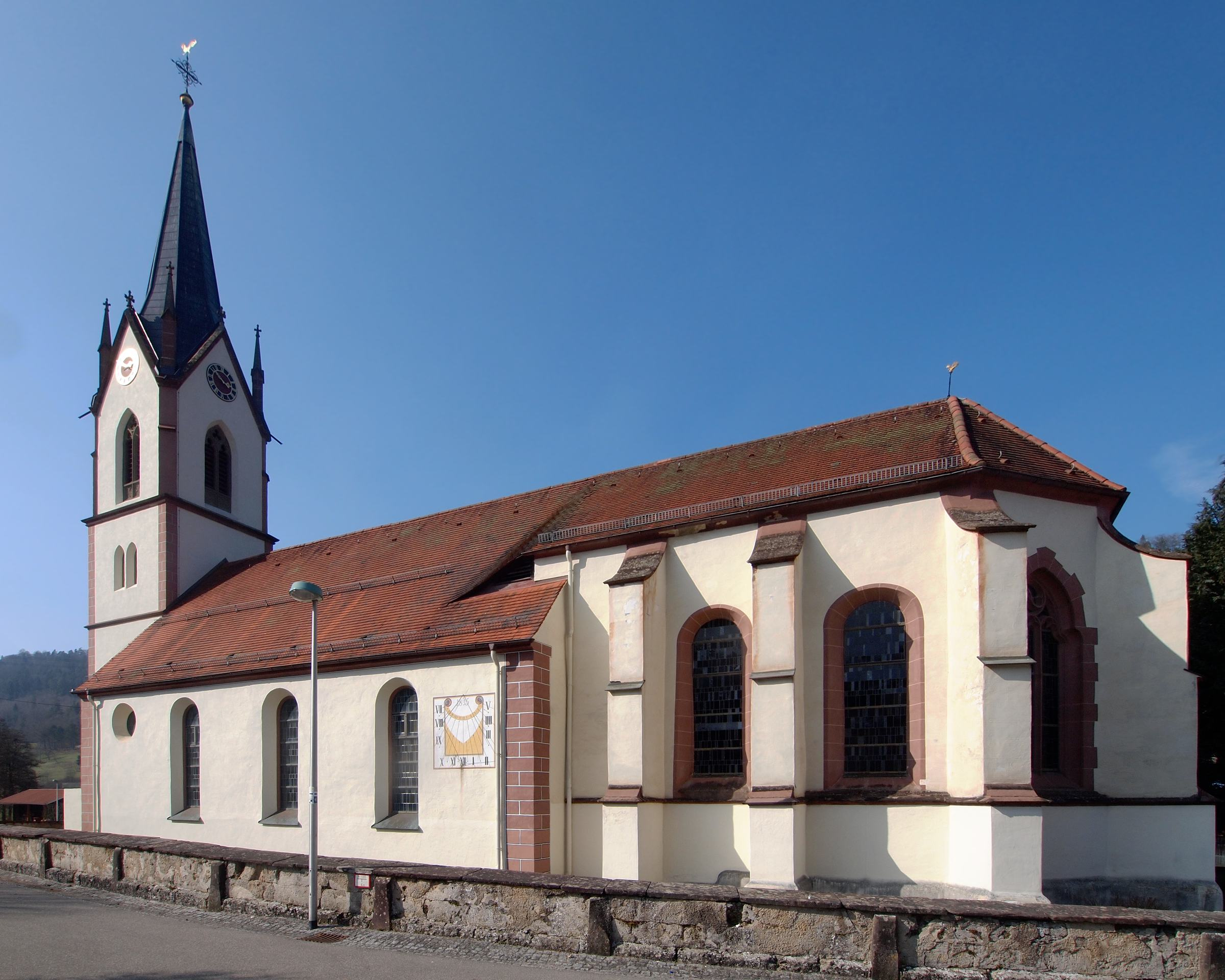
Kirche Sankt Gallus

Glatt ist Startort der Hohenzollernstraße.
- Das Wasserschloss Glatt ist eines der ältesten Renaissance-Schlösser Süddeutschlands.
- Die katholische Kirche Sankt Gallus mit der Familiengruft der Herren von Neuneck. Die erste Erwähnung der Kirche war 1275. Ursprünglich im spätgotischen Stil erbaut, wurden 1719 die Spitzbogenfenster gerundet und das gotische Maßwerk entfernt. In dieser Zeit waren die Kirche und der Ort im Besitz des Klosters Muri. Der heutige Altarraum ist fast 500 Jahre alt.
- Linde im Schlosspark mit einem Brusthöhenumfang von 7,01 m (2014).[3]

## Söhne und Töchter der früheren Gemeinde
- Emilie Scotzniovsky (1815–1856), Dichterin und Verlegerin
- Paul Kälberer (1896–1974), Kunstmaler und Grafiker
- Karl Müller (1897–1982), Politiker (SPD), MdB, MdL (Württemberg-Baden und Baden-Württemberg)
- Friedrich Stegmüller (1902–1981), katholischer Theologe, Professor für Dogmatik